# Бронислав Малиновски
Бронислав Малиновски (пољ. Bronisław Kasper Malinowski; Краков, 7. април 1884 — Њу Хејвен, 16. мај 1942) је био пољски антрополог  који се сматра утемељивачем етнографије и једним од најзначајнијих антрополога XX века.
Иако је 1908. године дипломирао физику на Јагелонском универзитету, читање Фрејзерове „Златне гране“ га је окренуло антропологији. Први је увео у антрополошка истраживања технику опсервације са партиципацијом током свог вишегодишњег боравка међу урођеницима на Тробријандским острвима. Он је током I светског рата боравио међу урођеницима, научио њихов језик и обичаје и активно живео међу њима подигавши свој шатор у средишту њиховог села. Истраживао је својеврстан начин размене добара међу њима познат као Кула. У својим радовима је развио посебну теорију социјалне антропологије познату као функционализам.
У свом можда најважнијем делу Аргонаути западног Пацифика Малиновски је описао свој боравак међу заједницама на Тробријански острвима и објаснио стестем кула, механизама њихове размјене дарова. Тим је и представио свој модел посматрање са учествовањем који најбоље карактерише читаву функционалистичку школу у антропологији.

## Дела
- „Тробријандска острва“ (1915)
- „Аргонаути западног Пацифика“ (1922)
- „Мит у примитивном друштву“ (1926)
- „Злочин и обичаји у примитивном друштву“ (1926)
- „Секс и потискивање у примитивном друштву“ (1927)
- „Сексуални живот урођеника у северозападној Меланезији“ (1929)
- „Корални вртови и њихова магија“ (1935)
- „Научна теорија културе“ (1944)
- „Магија, наука и религија“ (1948)
- „Динамика културних промена“ (1945)
- „Дневник, у строгом значењу те речи“(1967)